# Космополітен

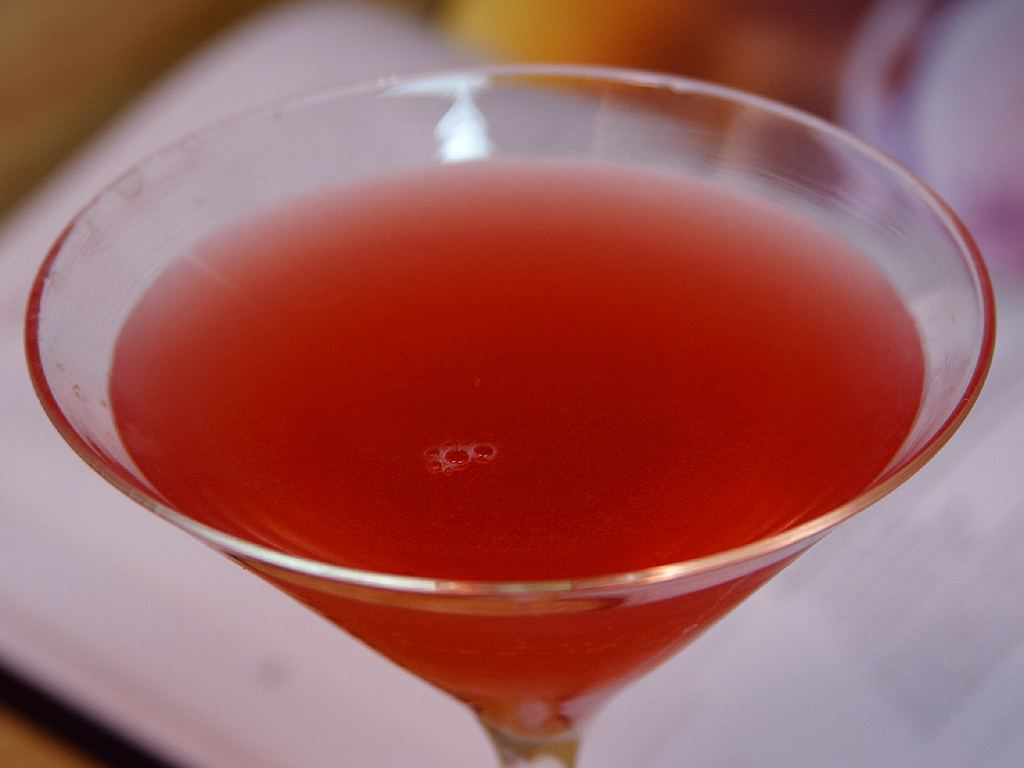
Коктейль «Космополітен»

Космополітен (англ. cosmopolitan cocktail) — алкогольний напій, коктейль, до складу якого входить горілка, лікер Трипл-сек, лимонний сік та сік журавлини.

## Історія
Існує декілька версій створення коктейлю «Космополітен».
Перша з них базується на думці, що коктейль було створено спеціально для горілки з лимонним смаком Absolut Citron.
В іншій версії створення коктейлю присвоюється жінці-бармену Шеріл Кук (англ. Cheryl Cook) з Флориди. В одному із своїх інтерв'ю вона заявила про створення коктейлю у 1985 році, хоча коктейль набув популярності ще у кінці 70-х років. Протягом довгого часу коктейль був популярним серед відвідувачів гей-барів. Тільки починаючи з 1998 року завдяки виходу у світ серіалу «Секс і Місто», де напій «Космополітен» був улюбленим коктейлем головних героїнь, він набув широкої популярності.

## Рецепт
50 мл журавлиного морсу, 10 мл лимонного соку, лікер «Трипл-сек» — 20 мл, горілка — 40 мл. Додати лід та розмішати.